# 치피오나 등대

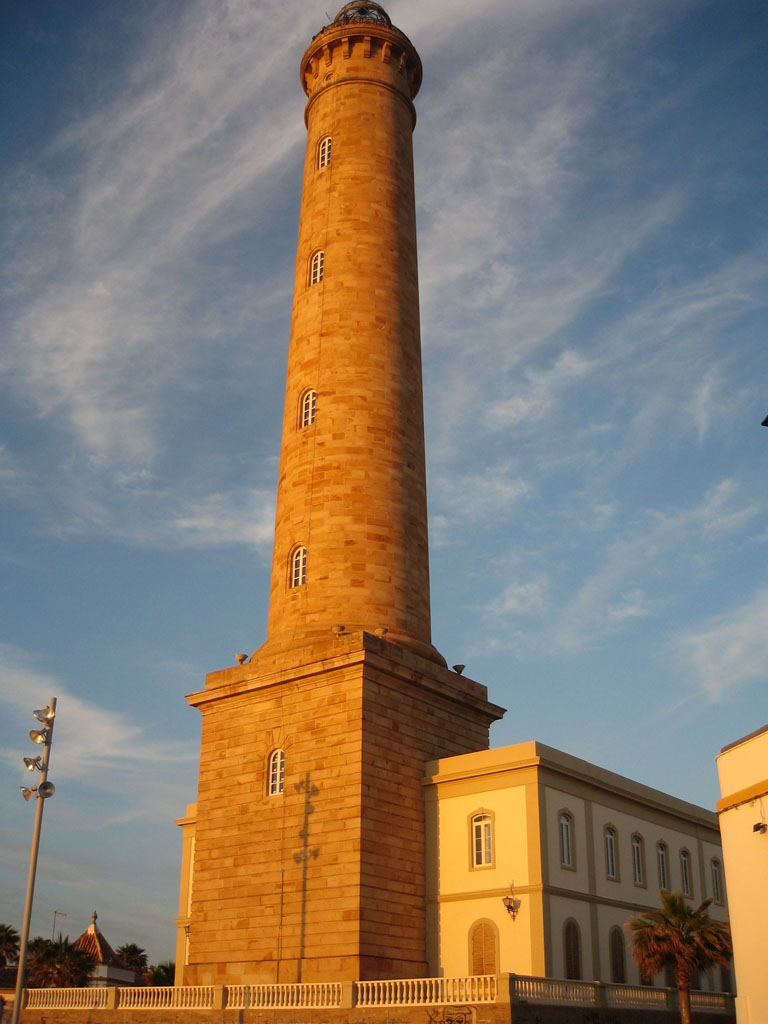
치피오나 등대

치피오나 등대(스페인어: Faro de Chipiona)는 스페인 안달루시아 지방 카디스 주 치피오나에 위치한 등대이다. 높이는 62m이다.